# Leszek Biały

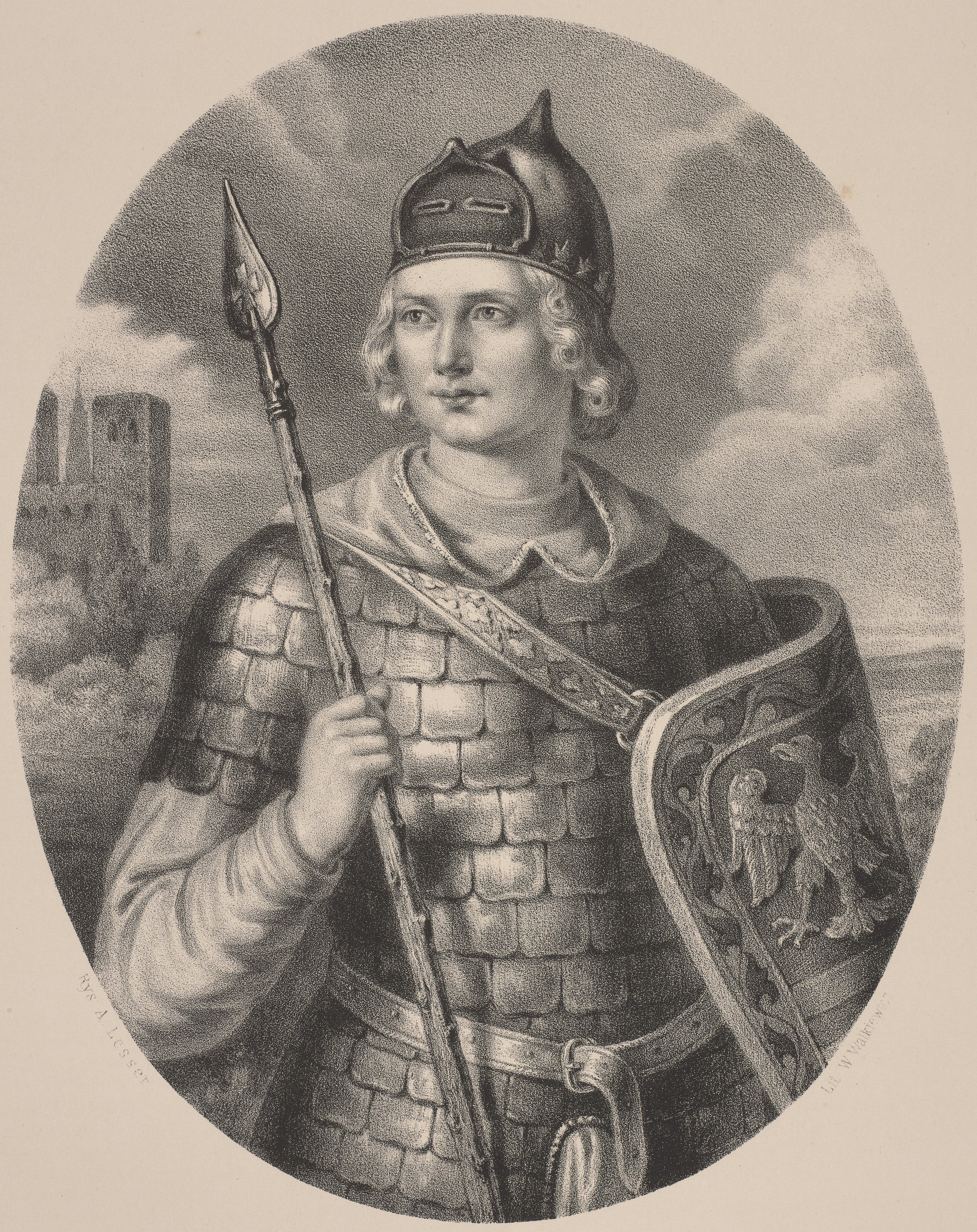
Leszek Biały, grafika Aleksandra Lessera

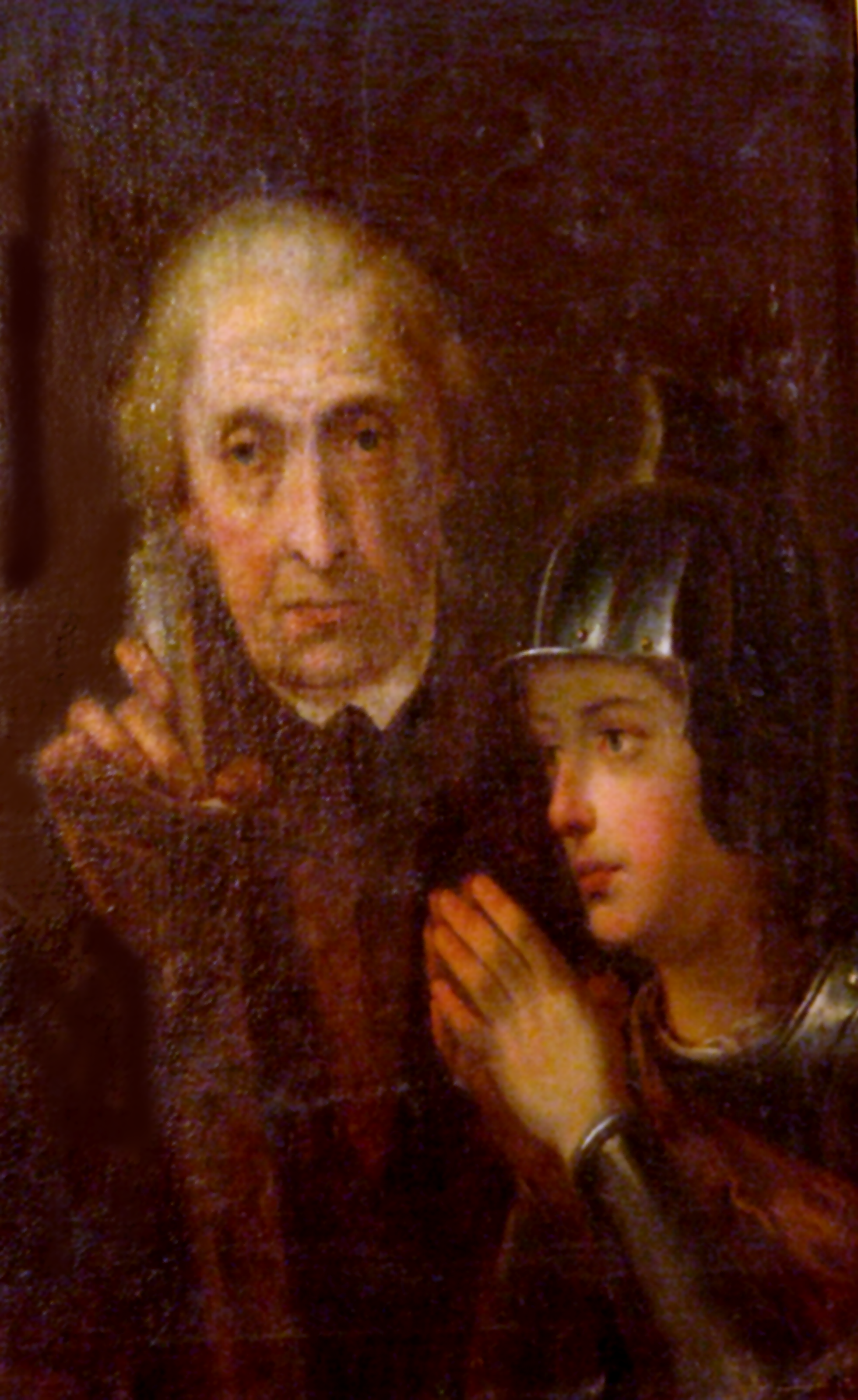
Leszek Biały i wojewoda Goworek, obraz Daniela Kondratowicza

Leszek Biały (ur. zap. w 1184 lub 1185, zm. 24 listopada 1227 w Marcinkowie k. Gąsawy) – książę zwierzchni Polski w latach 1194–1198, 1199, 1206–1210 i 1211–1227, książę mazowiecki 1194–1200, książę kujawski 1199–1200 z dynastii Piastów.
Leszek Biały był trzecim bądź czwartym pod względem starszeństwa synem (najstarszym, który przeżył ojca) księcia krakowskiego, sandomierskiego i mazowieckiego Kazimierza II Sprawiedliwego oraz księżniczki znojemskiej Heleny.

## Walka o sukcesję
Kiedy 5 maja 1194 zmarł ojciec – Kazimierz, Leszek miał zaledwie dziewięć bądź dziesięć lat. Władzę nad księstwem przejęła wówczas regencja, na której czele stanęła matka, Helena Znojemska. Współregentami zostali wojewoda krakowski Mikołaj Gryfita i biskup krakowski Pełka.
Faktu objęcia władzy w Krakowie przez małoletniego księcia nie uznał starszy brat Kazimierza Sprawiedliwego – Mieszko III Stary, który niegdyś (w latach 1173–1177) był już księciem krakowskim, a dzielnicę stołeczną utracił w wyniku ogólnopolskiego buntu.
Mieszko III Stary, nie mogąc się pogodzić z utratą tronu wraz z tytułem seniora dynastii, a także nie chcąc znieść rozpanoszenia się w Małopolsce potężnych możnowładczych rodów, postanowił odzyskać władzę na drodze walki zbrojnej (według Wincentego Kadłubka miał przy tej okazji powiedzieć: „biada królestwu, którego władca dzieckiem”).
Do wojny doszło w 1195. Po stronie juniorów (Leszka i jego młodszego brata Konrada) opowiedział się oprócz możnych krakowskich, sandomierskich i prawdopodobnie mazowieckich książę włodzimierski Roman. Mieszkowi Staremu udało się za to zawrzeć układ ze swoim imiennikiem, księciem raciborskim Mieszkiem Plątonogim oraz jego bratankiem, panem Opola Jarosławem, którzy obiecali przysłać posiłki podczas kampanii.
Do starcia i to niezwykle krwawego jak na standardy epoki doszło 13 września 1195 nad Mozgawą. Pierwsza faza bitwy, w której starły się siły wielkopolskie dowodzone osobiście przez Mieszka Starego i jego syna Bolesława z krakowskimi wojewody Mikołaja i włodzimierskimi Romana, była nierozstrzygnięta i zakończyła się wycofaniem księcia wielkopolskiego, zrozpaczonego po śmierci przeszytego dzidą syna. Również stronnicy Leszka i Konrada ostatecznie zdecydowali się nie organizować pościgu i wrócić do Krakowa, gdyż straty były zbyt wielkie, a poza tym poważne rany odniósł wówczas sprzymierzeniec juniorów, Roman włodzimierski. Nie był to jednak koniec starcia, gdyż wkrótce na pobojowisko przybyły spóźnione oddziały sandomierskie wojewody Goworka, które nie bacząc na swoje szczupłe siły, zaatakowały również spóźnione wojska książąt śląskich – Mieszka i Jarosława. Tę drugą fazę bitwy zdecydowanie wygrali Ślązacy, lecz wobec wycofania się Mieszka Starego do Wielkopolski, również jego sojusznicy zdecydowali się na odwrót, uwożąc ze sobą wziętego do niewoli wojewodę (Goworek wolność odzyskał dopiero kilka miesięcy później po zapłaceniu okupu).
Wycofanie się Mieszka Starego po bitwie mozgawskiej do Wielkopolski umożliwiło Leszkowi (a właściwie regencji) utrzymanie się przy władzy w kolejnych latach. Do formalnej rezygnacji z Krakowa ze strony Leszka doszło w 1198, kiedy to Mieszko Stary odzyskał władzę w dzielnicy senioralnej dzięki umowie zawartej z Heleną Znojemską. Ceną, za którą Leszek, Konrad oraz sprawująca władzę w ich imieniu Helena zgodzili się na rządy Mieszka, było uznanie starszego z synów Kazimierza Sprawiedliwego za następcę w Małopolsce oraz oddanie im wydartych w 1194 Kujaw (według części historyków Mieszko i jego syn Bolesław rządy nad Kujawami objęli już po śmierci Leszka Bolesławowica w 1186).
Tym razem Mieszko Stary z krótką przerwą w 1199 utrzymał się w Krakowie aż do śmierci, która nastąpiła 13 lub 14 marca 1202.
Wcześniej zapewne jeszcze w 1200 Leszek i Konrad, którzy osiągnęli wiek uznawany wówczas za wystarczający do sprawowania władzy, zdecydowali się podzielić ojcowizną. Księciem mazowieckim i kujawskim został wtedy Konrad, zaś sandomierskim Leszek, przy czym starszy z braci miał również nadzieję na objęcie ziemi krakowskiej wraz z przynależną do niej ziemią sieradzko-łęczycką.
Po śmierci długowiecznego władcy wielkopolskiego możni krakowscy zaproponowali objęcie dzielnicy Leszkowi Białemu. Niespodziewanie kręgi związane z wojewodą Mikołajem, obawiając się utraty wpływów politycznych, zażądały odsunięcia dotychczasowego najbliższego współpracownika Leszka, wojewody sandomierskiego Goworka. Nastąpił impas i choć dostojnik sandomierski w imię wyższych celów gotowy był ustąpić, Leszek, nie chcąc ugiąć się przed możnymi, zdecydowanie odmówił wszelkich układów. Wobec takiego obrotu sprawy wojewoda Mikołaj zaprosił do Krakowa najmłodszego (i jedynego, który pozostał przy życiu) syna Mieszka Starego, Władysława Laskonogiego.

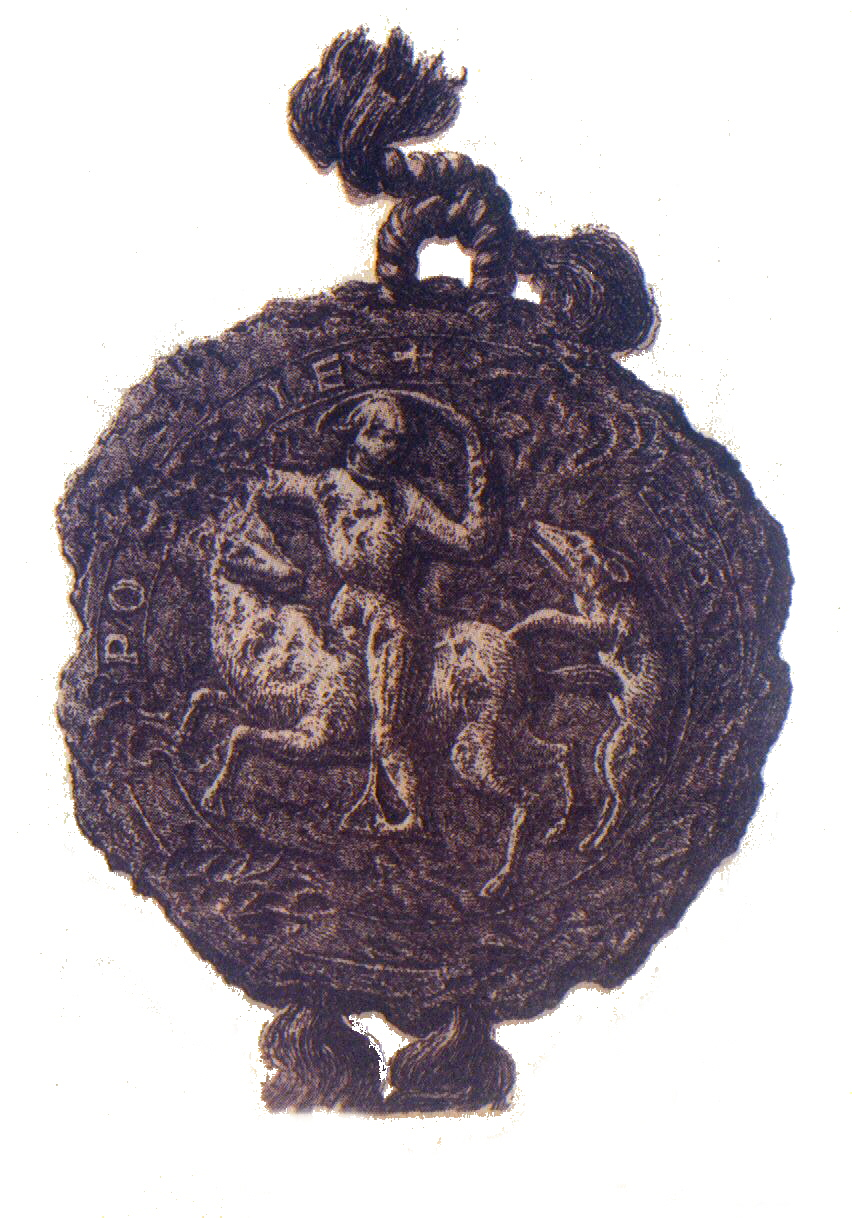
Pieczęć Leszka Białego

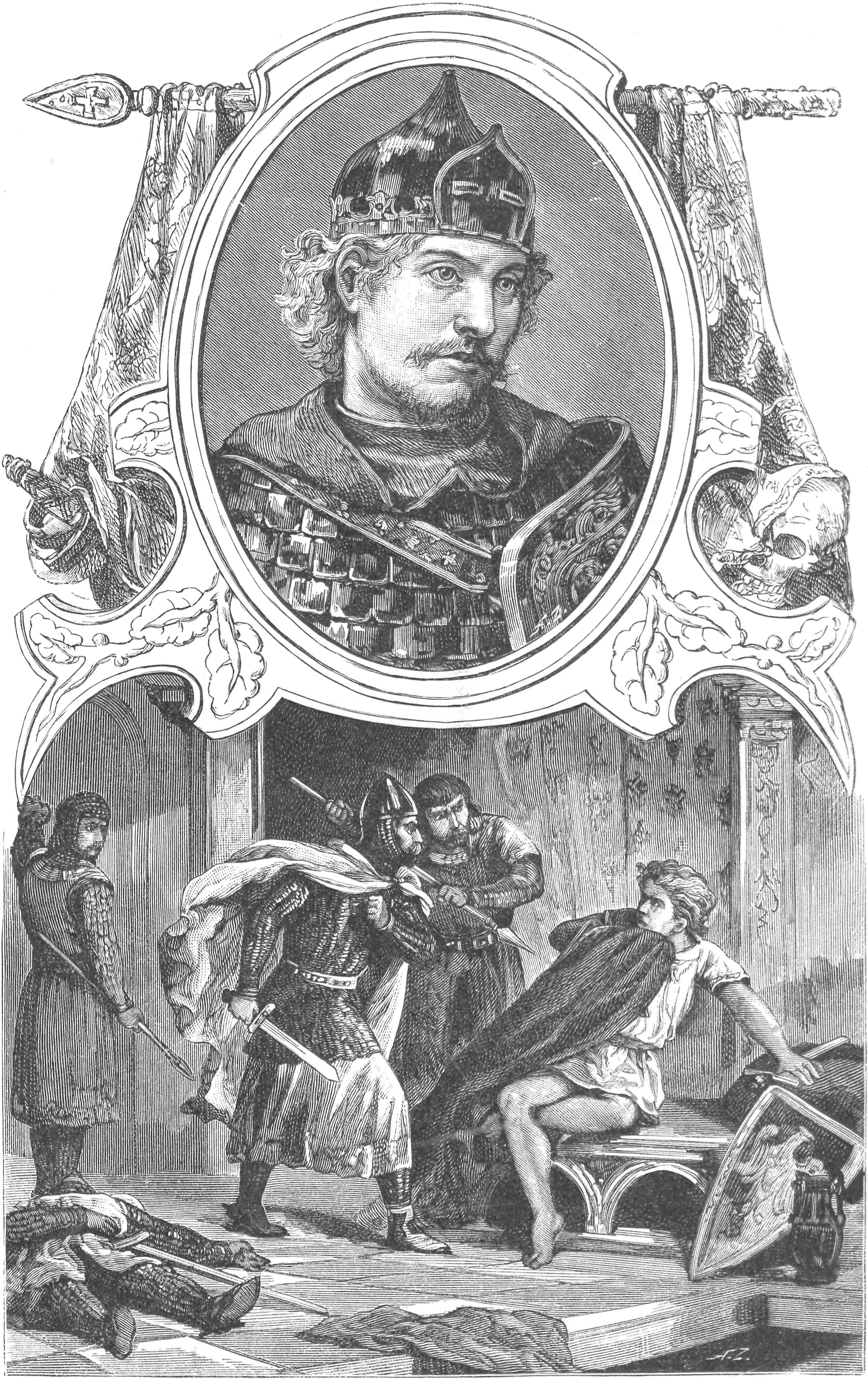
Leszek Biały z cyklu Wizerunki książąt i królów polskich Ksawerego Pillatiego z 1888.

Nie wiadomo, na jak długo Władysław objął panowanie nad ziemią krakowską. Według niektórych historyków kres jego rządów nastąpił jeszcze na jesieni 1202, według innych (a ta wersja wydaje się prawdopodobniejsza) dopiero w 1206, a nawet w 1210. W każdym razie po śmierci wojewody Mikołaja możni zdecydowali się ponownie zaprosić do Krakowa Leszka, tym razem nie stawiając żadnych wstępnych warunków.

## Interwencje w księstwie halicko-wołyńskim
W pierwszych latach rządów polityka Leszka Białego skupiała się głównie wokół spraw ruskich. W 1199 nastąpiła okazja do rewanżu względem Romana włodzimierskiego za pomoc okazaną w 1195 w bitwie nad Mozgawą. Wyprawa zakończyła się pełnym sukcesem i dzięki polskiej pomocy Roman mógł się cieszyć z opanowanego Halicza. Ten korzystny dla obu stron sojusz został niespodziewanie zaprzepaszczony przez Romana, który w 1205 zdecydował się poprzeć Władysława Laskonogiego w utrzymaniu się na tronie krakowskim (lub w powrocie według wersji, że księciem w stołecznym grodzie przestał być już w 1202). Dodatkowo z niezrozumiałych powodów (Historycy jako jeden z nich podają sprowokowanie Romana przez Władysława Laskonogiego) książę halicko-włodzimierski zupełnie zlekceważył Leszka i Konrada, zapuszczając się w głąb ich terytorium ze zbyt szczupłymi siłami i kiedy doszło do spotkania obu armii pod Zawichostem, młodzi książęta dzięki śmiałej kampanii wojewody mazowieckiego Krystyna mogli cieszyć się ze wspaniałego zwycięstwa. Złamanie sojuszu i uczestnictwo w bitwie pod Zawichostem kosztowały Romana życie.
Śmierć Romana wplątała Leszka i Konrada w konflikt związany z obsadą opróżnionego tronu, co dodatkowo skomplikował fakt wmieszania się do konfliktu władcy węgierskiego Andrzeja II, który wsparł wdowę po Romanie wraz z dziećmi. Kazimierzowice, którzy początkowo stanęli na czele koalicji książąt ruskich chcących usunąć z Włodzimierza i Halicza potomków Romana, po pewnym czasie, chcąc uniknąć wojny z Węgrami, zdecydowali się na układy. W 1206 Leszek spotkał się na Wołyniu z Andrzejem II. Doszło do podziału strefy wpływów: odtąd w sferze wyłącznych interesów Arpadów miał pozostać Halicz, zaś Piastów Włodzimierz.
Podział wpływów nie zakończył konfliktu. Wkrótce wdowa po Romanie wraz z młodszym synem Wasylkiem (starszy syn Daniel przybywał wówczas na dworze Andrzeja), nie chcąc się pogodzić z rządami Węgrów, zdecydowała się uciec do Polski, gdzie znalazła schronienie u Leszka Białego. Pomoc udzielona przez księcia krakowskiego umożliwiła im powrót do części władztwa z Bełzem.
Potwierdzeniem aktywnej polityki w tym regionie było zawarcie w tym czasie podwójnego małżeństwa synów Kazimierza Sprawiedliwego z księżniczkami ruskimi. Leszek ożenił się z nieznaną z imienia, córką władcy łuckiego Ingwara, a następnie z córką Jarosława Włodzimierzowica Grzymisławą, zaś Konrad z Agafią, córką księcia przemyskiego Światosława.
W 1210 Andrzej II postanowił zastąpić panującego w Haliczu Włodzimierza swoim podopiecznym starszym synem Romana, Danielem. Stanu tego, nie chcąc stracić wpływu na wypadki, nie mógł zaakceptować Leszek, który również zdecydował się wysłać tam swoje siły. Do konfrontacji polsko-węgierskiej w końcu nie doszło, gdyż Leszek musiał odwołać swoje siły w związku z zajęciem Krakowa przez Mieszka Plątonogiego.
Po uspokojeniu sytuacji w Krakowie do rozgrywki o Ruś Halicko-Włodzimierską Leszek powrócił w 1212. W wyniku interwencji zbrojnej zajął pograniczne grody: Stopie, Komow, Ugrowsk i Wereszczyn. W 1213 nie zdołał zapobiec opanowaniu Halicza przez przysłanego z Węgier bojara Władysława. Wprawdzie rok później pokonał nad rzeką Bóbrką jego oddziały, jednak wobec niebezpieczeństwa węgierskiego zdecydował się na odwrót. W tym samym roku, pragnąc wyjść z impasu stosunków z Węgrami, Leszek pod presją części możnowładztwa skupionego wokół wojewody krakowskiego Pakosława, zdecydował się na zawarcie kompromisowej ugody tzw. traktatu spiskiego, według którego władzę nad księstwem miał objąć syn Andrzeja II, królewicz Koloman, który miał poślubić córkę Leszka, Salomeę. Ponadto traktat miał przynieść Leszkowi nabytki terytorialne na Rusi (które jednak trzeba było dopiero wywalczyć) w postaci ziemi przemyskiej i lubaczowskiej.
Ten korzystny dla obu stron układ nie przetrwał próby czasu, gdyż jeszcze w tym samym roku Leszek zdecydował się wprowadzić do Włodzimierza niepotrzebnego już Węgrom Daniela i jasne było, że nie zaakceptuje on rządów syna króla Andrzeja w Haliczu. Dwuznaczna polityka księcia krakowskiego zemściła się na nim w 1215, kiedy to Węgrzy zniecierpliwieni brakiem polskiej pomocy w umocnieniu władzy Kolomana zerwali sojusz, a po uspokojeniu sytuacji na Rusi wyprawili się nawet przeciw Leszkowi, uznając za wystarczający pretekst osadzenie we Włodzimierzu Daniela. Dodatkowym skutkiem dla Polski była utrata zajętych dopiero co grodów w Przemyślu i Lubaczowie.
Z klęską swojej polityki na Rusi Leszek nie pogodził się, próbując zawrzeć sojusz z księciem nowogrodzkim Mścisławem. Ta nowa linia polityczna nie tylko nie przyniosła jednak żadnych pozytywnych rezultatów, lecz także skłoniła Daniela włodzimierskiego skłóconego z Mścisławem do wystąpienia przeciwko Leszkowi. W efekcie książę krakowski utracił w 1218 niewielki obszar między Narwią a Bugiem.
Te kolejne niepowodzenia skłoniły Leszka do powrotu do koncepcji porozumienia z królem węgierskim Andrzejem II. Postanowiono mianowicie zrealizować wcześniejszy pomysł (tym razem skutecznie) ożenienia Kolomana z córką Leszka, Salomeą. Książę krakowski ze swej strony miał zrezygnować z pretensji do Halicza, w zamian za co miał otrzymać rekompensatę na Wołyniu kosztem księcia włodzimierskiego Daniela.

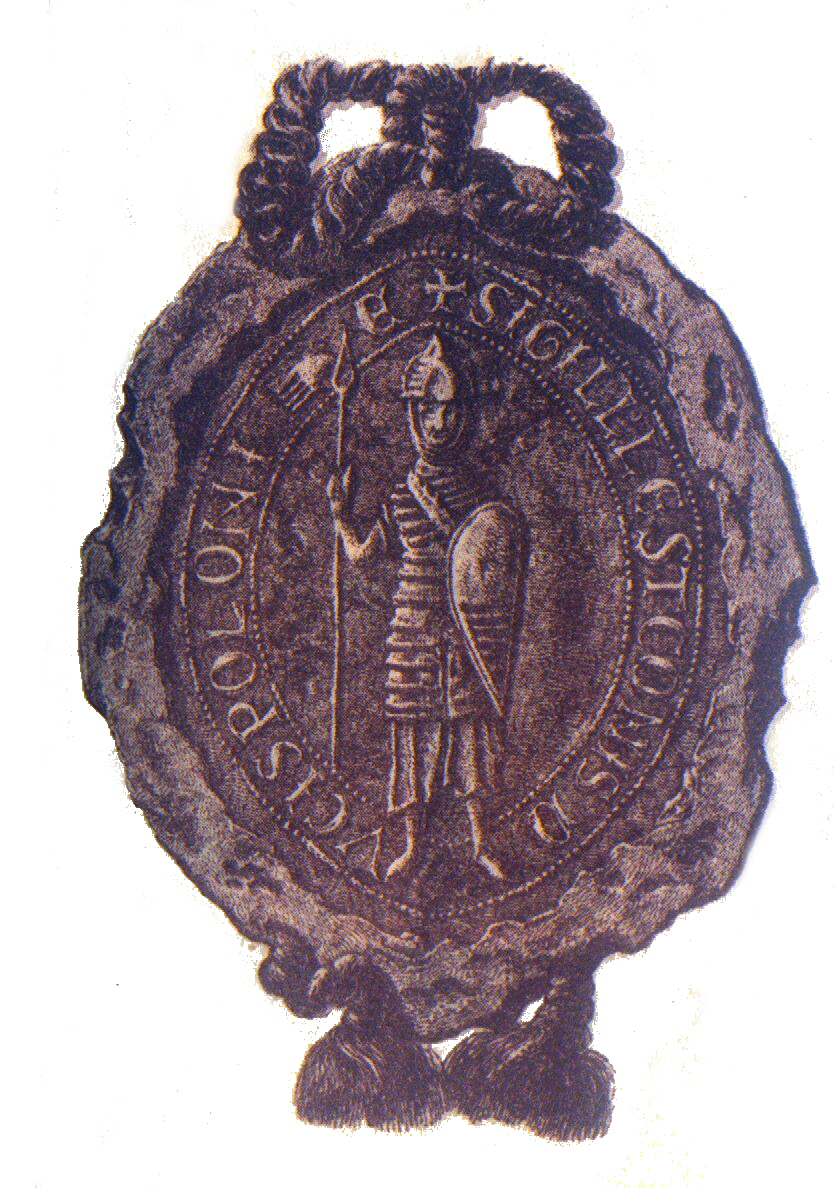
Pieczęć Leszka Białego

Długo oczekiwaną wyprawę pod dowództwem Andrzeja II i Leszka udało się wreszcie zorganizować pod koniec 1219. Akcja przeważających sił węgiersko-polskich zakończyła się sukcesem i ogłoszeniem Kolomana i Salomei panującymi w Haliczu. Przedsięwzięcie to jeszcze w tym samym roku zostało zagrożone nieudaną wyprawą Leszka na Włodzimierz. Również podjęcie w 1221 drugiej wyprawy, tym razem z pomocą węgierską, zakończyło się fiaskiem, co więcej skłoniło Daniela, pogodzonego tymczasem ze Mścisławem nowogrodzkim, do akcji odwetowej, która zakończyła się uwięzieniem Kolomana i Salomei i ogłoszeniem Mścisława księciem halickim.
Ten nowy fakt oraz układ pomiędzy Mścisławem a Andrzejem II za plecami Leszka i Daniela dotyczący sukcesji w księstwie halickim (po śmierci Mścisława tron miał objąć inny syn władcy węgierskiego noszący imię ojca) spowodowały kolejne odwrócenie sojuszy i wspólne wystąpienie w 1223 r. księcia krakowskiego i włodzimierskiego przeciwko Mścisławowi. Mścisław, w swojej wyprawie na Leszka w 1225 korzystał z pomocy chana połowieckiego Kocjana. Wojna ta, jak i poprzednie, mimo przejściowych sukcesów, zakończyła się bez wyraźnego rozstrzygnięcia, co więcej zaowocowała kolejnym odwróceniem sojuszów i ponownym związaniem się w 1227 Leszka z Węgrami przeciw Danielowi. Był to już ostatni akord tego długotrwałego konfliktu za życia Leszka.

## Konflikt z Władysławem Laskonogim
Bezproblemowe rządy Leszka w ziemi krakowskiej po usunięciu Władysława Laskonogiego zostały zachwiane w 1210 w związku z przywróceniem przez papieża Innocentego III na życzenie niewymienionego z imienia księcia śląskiego (najprawdopodobniej był to Henryk Brodaty, choć istnieją przypuszczenia, że sprawę przewrócenia senioratu popierał również Władysław Laskonogi) statutu Bolesława Krzywoustego. Spowodowało to, że z pretensjami do krakowskiego tronu wystąpił najstarszy z Piastów, książę raciborski Mieszko Plątonogi. Bulla papieska była zarówno dla Leszka, jak i popierającego go kościoła wielkim zaskoczeniem, zwłaszcza że książę krakowski, zgadzając się w 1207 na pierwszy w Polsce kanoniczny wybór biskupa (biskupem krakowskim został wtedy po śmierci Pełki kronikarz Wincenty Kadłubek), uzyskał dzięki staraniom arcybiskupa gnieźnieńskiego Henryka Kietlicza dokument protekcyjny, według którego jasno wynikało, że Stolica Apostolska uznaje Leszka za prawowitego władcę Krakowa.
Wobec powyższych faktów arcybiskup, nie chcąc pogodzić się z decyzją papieską (a nie mogąc się jej jawnie przeciwstawić), postanowił zwołać w lipcu 1210 do Borzykowej synod kościelny połączony ze zjazdem książąt i świeckich możnych, gdzie miano przedyskutować powstały problem. Z książąt do Borzykowej przyjechali, oprócz najbardziej zainteresowanego Leszka, jego brat Konrad mazowiecki oraz syn Mieszka Plątonogiego – Kazimierz I opolski i inny autor zamieszania – Henryk Brodaty. Młodzi książęta zdecydowali się wtedy (z wyjątkiem Henryka Brodatego) zaoferować Kościołowi wielki przywilej immunitetowy (w którym rezygnowano m.in. z prawa ius spolii, które pozwalało dotychczas na zajmowanie dóbr po zmarłym biskupie). Dla Leszka o wiele ważniejszym było jednak postanowienie o wysłaniu do Rzymu poselstwa, które miało anulować papieską bullę w sprawie senioratu.
Tymczasem Mieszko Plątonogi korzystając z pomocy małopolskich Gryfitów, zamiast do Borzykowej udał się na Wawel, gdzie korzystając z zamieszania, bez przeszkód rozpoczął rządy. Na szczęście dla Leszka, niedługo potem, w maju 1211, sędziwy Mieszko zmarł, a równie zainteresowany Henryk Brodaty (który stał się teraz prawdopodobnie najstarszym z rodu) musiał zająć się niemieckim zagrożeniem Lubusza. Wkrótce też udało się Kietliczowi uzyskać nowy dokument, tym razem potwierdzający prawa Leszka do księstwa krakowskiego.
Kolejnym efektem współpracy młodych książąt z Kościołem był zjazd w Wolborzu, na którym Kietlicz uzyskał dodatkowo zrzeczenie się przez panujących części uprawnień sądowniczych w dobrach kościelnych. Dobre stosunki łączące Leszka z arcybiskupem uległy rozluźnieniu dopiero po śmierci papieża Innocentego III w 1216 i związanej z tym klęsce linii politycznej Kietlicza w Wielkopolsce.
Innym ważnym kierunkiem w polityce Leszka Białego były sprawy pomorskie i myśl chrystianizacji Prusów. Już w 1212 książę krakowski spotkał się na wiecu w Mąkolnie z bratem Konradem oraz namiestnikiem Pomorza Gdańskiego Mściwojem I. Rozważano na nim zorganizowanie misji chrystianizacyjnej. Do akcji przystąpiono cztery lata później, kiedy to działalność rozpoczął biskup misyjny Chrystian, efekty były jednak znikome.
Idea nadal była jednak żywa. Pomysłem Leszka zainteresowali się bowiem wkrótce książę śląski Henryk Brodaty oraz władca wielkopolski Władysław Laskonogi. W 1217 doszło w Dankowie do spotkania dotychczasowych antagonistów Henryka i Leszka. Wkrótce dołączył do nich Władysław Laskonogi i rok później doszło w Sądowlu do wiecu, na którym zawarto sojusz pomiędzy trójką zantagonizowanych dotąd Piastów. Co więcej na zjeździe w Sądowlu doszło do zawarcia układu o przeżycie pomiędzy Leszkiem Białym a Władysławem Laskonogim, który mówił, że ten z władców, który przeżyje drugiego zjednoczy w swoim ręku Wielkopolskę i Małopolskę (w sposób oczywisty układ ten stawiał w lepszej sytuacji znacznie młodszego Leszka, przy czym porozumienie wydziedziczało bratanka księcia wielkopolskiego, Władysława Odonica, który jak można było przypuszczać, prędzej czy później miał się upomnieć o ojcowiznę).
Układ z Henrykiem i Władysławem umożliwił Leszkowi przyjęcie od 1218 tytułu „dux Poloniae”, lub „dux totius Poloniae”.

## Sprawy pruskie
Trzej książęta, jako główny cel swojego porozumienia wyznaczyli chęć chrystianizacji Prus. Do układu wkrótce dołączyli również najbardziej zagrożony ich najazdami książę mazowiecki Konrad oraz intronizowany przez Leszka w 1217 jako namiestnik syn Mściwoja I, Świętopełk (jak się miało wkrótce okazać jego udział w przedsięwzięciu był tylko kamuflażem mającym doprowadzić do odzyskania przez Pomorze Gdańskie samodzielności).
Z planami chrystianizacyjnymi wiąże się pewna ciekawa historia dotycząca Leszka. Otóż w bliżej nieznanym okresie książę krakowski miał zobowiązać się do krucjaty do Ziemi Świętej, lecz po pewnym czasie, przeliczywszy koszty, stwierdził, że wyprawa taka byłaby zbyt kosztowna.
Początkowo Prusów próbowano nawracać drogą pokojową poprzez specjalne ośrodki handlowe, w których zapoznawano przybywających pogan z religią chrześcijańską. W końcu jednak, nie widząc większych postępów, zdecydowano się na drogę zbrojną. Do wspólnych wypraw rycerstwa z całej Polski doszło w 1222 i następnym. Jednakże wkrótce całe przedsięwzięcie zakończyło się niepowodzeniem, zwłaszcza że w trakcie wypraw wycofał się z porozumienia Świętopełk. Przyjął on na swój dwór bratanka Laskonogiego, Władysława Odonica, który korzystając z zaangażowania stryja, wydarł mu gród w Nakle, a w konsekwencji zmusił do wycofania się do Wielkopolski.
Nie mogąc sobie poradzić w bezpośrednim starciu, Piastowie zdecydowali się utworzyć tzw. stróże rycerskie, mające chronić pogranicze, w których na zmianę miało uczestniczyć rycerstwo wywodzące się ze wszystkich polskich dzielnic.
Pomysł upadł już w 1224 na skutek klęski rycerstwa małopolskiego, które dało się zaskoczyć nagłemu napadowi Prusów. Do klęski i rzezi przyczyniło się w znacznym stopniu tchórzostwo części dowództwa wywodzącego się z rodu Gryfitów, którzy w związku z tym ukarani zostali banicją.
W 1225 niezadowoleni z takiego obrotu sprawy Gryfici zaprosili na tron krakowski Henryka Brodatego, który z nieznanych powodów złamał dotychczasowe układy i korzystając z zaangażowania Leszka w sprawy ruskie, pojawił się pod Krakowem. Jak w latach 1210–1211, tak i teraz Leszkowi sprzyjało szczęście, gdyż zanim książę śląski zdołał się umocnić w Krakowie, niespodziewanie na ziemię lubuską napadł landgraf turyński. Henryk Brodaty zdecydował się wycofać, jednak zanim zdołał opuścić Małopolskę nad rzeką Dłubnią dopadły go ścigające oddziały Leszka i Konrada. Do bitwy wówczas nie doszło, gdyż przeciwnikom udało się zawrzeć porozumienie. Wiadomo było jednak, że powrót do współpracy z lat 1217–1224 nie będzie już możliwy.
Do nowych komplikacji doszło w 1227. W Wielkopolsce w coraz gorszym położeniu był Władysław Laskonogi, który nie radził sobie w wojnie z bratankiem. Sprawa osobiście interesowała Leszka, który ciągle liczył na przejęcie po bezdzietnym księciu wielkopolskim jego dziedzictwa. Również Władysław Odonic, który właśnie z nieznanych powodów stracił poparcie namiestnika Pomorza Świętopełka, nie był wcale pewien zwycięstwa. W związku z tym nie może dziwić, że obaj byli zainteresowani układami. Inną sprawą, którą książę krakowski chciał przy okazji rozwiązać, była kwestia niebezpieczeństwa pełnego uniezależnienia się Świętopełka.

## Zbrodnia gąsawska

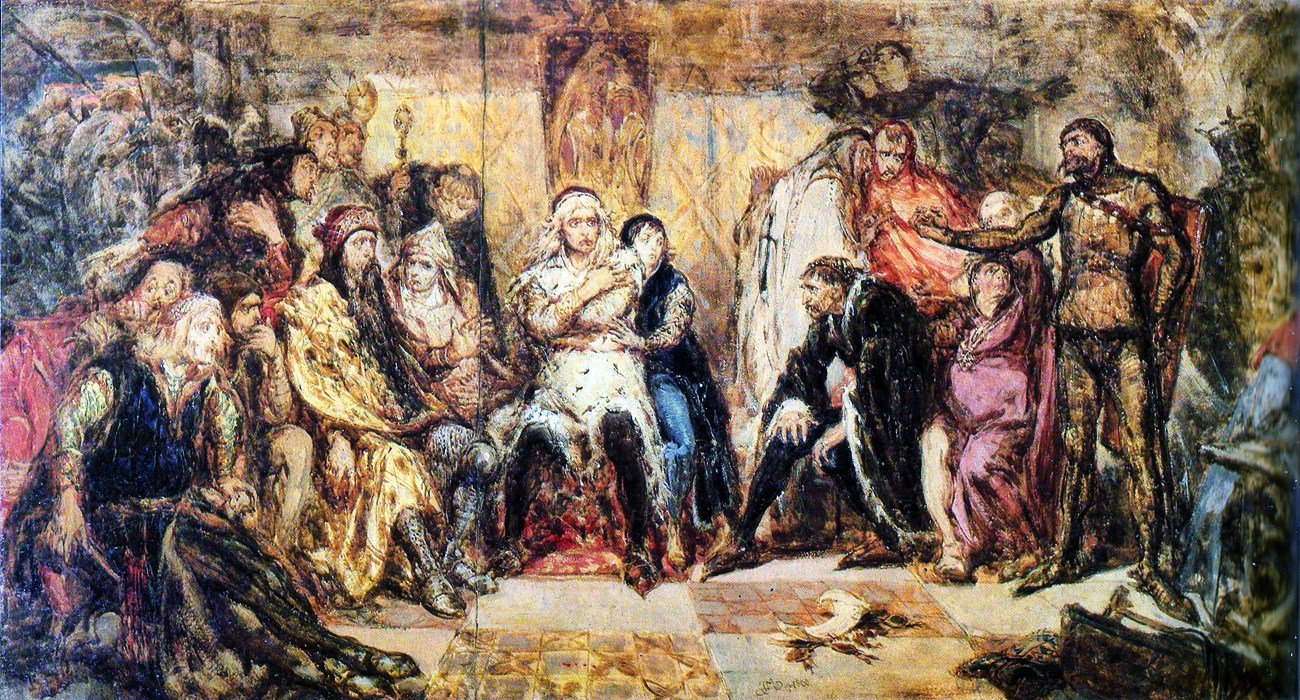
Leszek Biały na zjeździe w Gąsawie na obrazie Jana Matejki

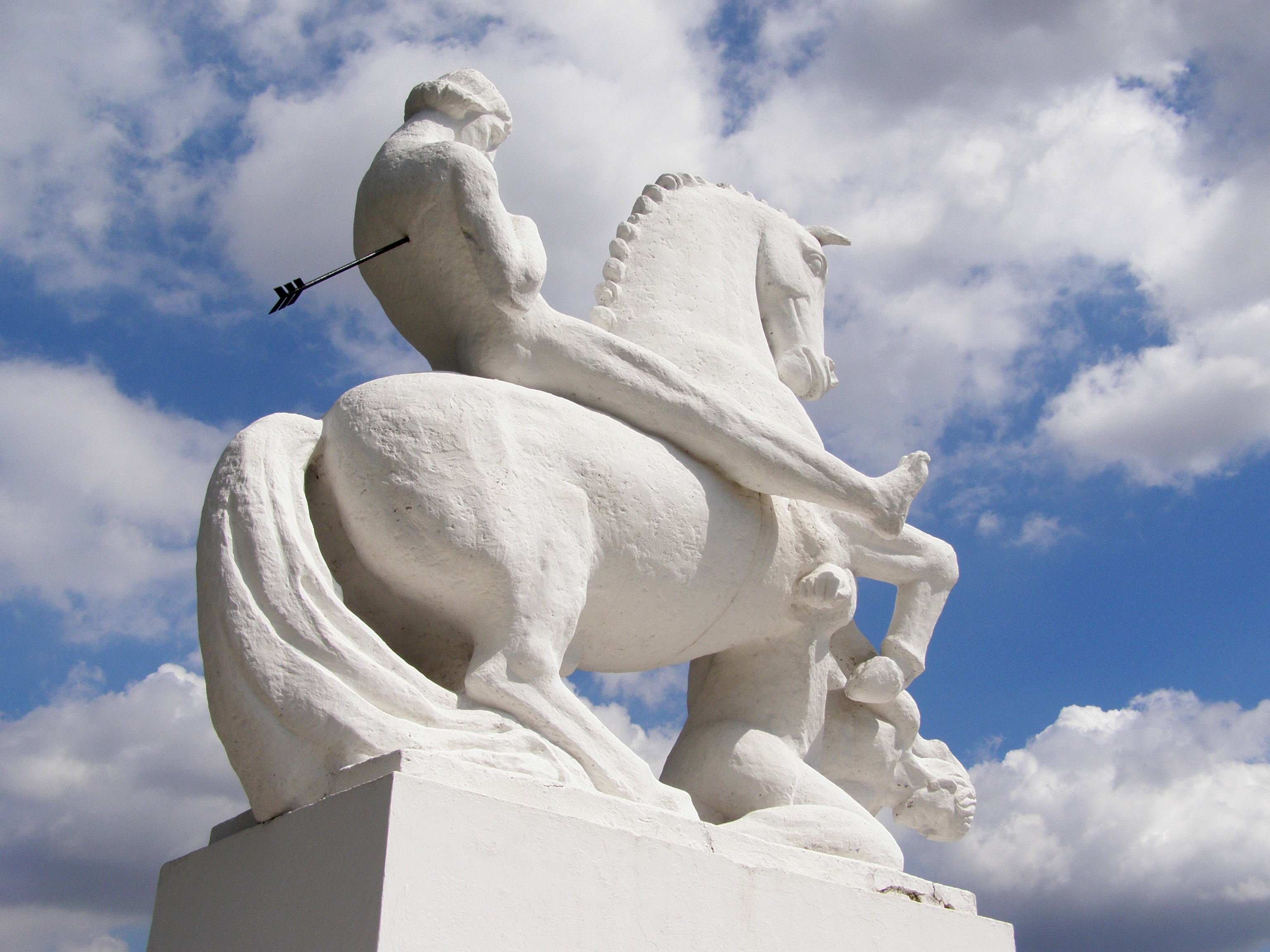
Pomnik Leszka Białego w Marcinkowie

Do ogólnopolskiego wiecu książąt zorganizowanego na pograniczu Kujaw i Wielkopolski, w Gąsawie, w którym wzięli udział Leszek Biały, Władysław Odonic, Henryk Brodaty i Konrad mazowiecki, doszło w listopadzie 1227 (na zjeździe nie pojawił się z nieznanych powodów jeden z bardziej zainteresowanych, Władysław Laskonogi). Nie są znane treści rozmów, musiały jednak one zaniepokoić poważnie Świętopełka pomorskiego, który korzystając zapewne ze zdrady Odonica (fakt ten jest przez część historyków podawany w wątpliwość) rankiem 24 listopada napadł na niczego niespodziewających się książąt przebywających właśnie w łaźni. Starszy, Henryk, uratował się tylko dzięki poświęceniu rycerza Peregryna z Wiesenburga. Młodszy, Leszek zdołał dosiąść konia i rozpocząć ucieczkę w kierunku wsi Marcinkowo. Tam napastnicy dogonili go i zamordowali.
Ciało Leszka zostało przewiezione do Krakowa i pochowane w katedrze wawelskiej prawdopodobnie 6 grudnia 1227 lub kilka dni wcześniej. Jego grobowiec uległ jednak zniszczeniu podczas budowy nowego kościoła, w czasie gdy biskupem krakowskim był Nanker.
Śmierć Leszka Białego w sposób zasadniczy zmieniła sytuację polityczną w Polsce. Leszek, mimo swoich niezbyt szczęśliwych rządów, był ostatnim księciem krakowskim, którego władzę uznawali wszyscy polscy książęta. Zgodnie z umową z 1217 władzę w Krakowie miał objąć teraz Władysław Laskonogi, jednak wobec zgłoszenia pretensji do Małopolski przez brata Leszka, Konrada mazowieckiego, a wkrótce także przez Henryka Brodatego, wiadomo było, że wojna domowa jest tylko kwestią czasu.

## Fundacje
- Kościół św. Wacława w Radomiu

## Rodzina

### Małżeństwa i potomstwo
Według większości historyków Leszek Biały miał jedną żonę. Była nią Grzymisława, córka księcia łuckiego Ingwara Jarosławowicza. Z kolei według poglądu historyka Dariusza Dąbrowskiego pierwszą żoną lub narzeczoną Leszka została w 1207 lub 1208 nieznana z imienia córka wspomnianego Ingwara Jarosławowicza. Wkrótce jednak, według D. Dąbrowskiego, Leszek porzucił Ingwarównę i ożenił się ponownie, zapewne w 1210 lub 1211 z Grzymisławą, córką Jarosława Włodzimierzowicza i jego nieznanej z imienia żony.
Z małżeństwa Leszka Białego i Grzymisławy pochodziło dwoje dzieci:
- Salomea (ur. 1211 lub 1212, zm. 17 listopada 1268) – żona Kolomana (1208–1241) z dynastii Arpadów, królewicza węgierskiego i króla halickiego (1215–1221), następnie klaryska w Zawichoście i Skale[11],
- Bolesław V Wstydliwy (ur. 21 czerwca 1226, zm. 7 grudnia 1279) – książę krakowski (1243–1279).

### Genealogia
| Bolesław III Krzywousty ur. 20 VIII 1086 zm. 28 X 1138 | Bolesław III Krzywousty ur. 20 VIII 1086 zm. 28 X 1138 |                                                            |                                                            | Salomea z Bergu ur. zap. 1099 zm. 27 VII 1144 | Salomea z Bergu ur. zap. 1099 zm. 27 VII 1144 |  |  | Konrad II ur. ? zm. po 1161 | Konrad II ur. ? zm. po 1161 |                                                             |                                                             | Maria serbska ur. ? zm. po 1189 | Maria serbska ur. ? zm. po 1189 |
|                                                        |                                                        |                                                            |                                                            |                                               |                                               |  |  |                             |                             |                                                             |                                                             |                                 |                                 |
|                                                        |                                                        |                                                            |                                                            |                                               |                                               |  |  |                             |                             |                                                             |                                                             |                                 |                                 |
|                                                        |                                                        | Kazimierz II Sprawiedliwy ur. przed 28 X 1138 zm. 5 V 1194 | Kazimierz II Sprawiedliwy ur. przed 28 X 1138 zm. 5 V 1194 |                                               |                                               |  |  |                             |                             | Helena znojemska ur. w latach 40. XII w. zm. 2 IV 1202–1206 | Helena znojemska ur. w latach 40. XII w. zm. 2 IV 1202–1206 |                                 |                                 |
|                                                        |                                                        |                                                            |                                                            |                                               |                                               |  |  |                             |                             |                                                             |                                                             |                                 |                                 |
|                                                        |                                                        |                                                            |                                                            |                                               |                                               |  |  |                             |                             |                                                             |                                                             |                                 |                                 |
|                                                        |                                                        |                                                            |                                                            |                                               |                                               |  |  |                             |                             |                                                             |                                                             |                                 |                                 |

|                                                    |                                                    | 1 NN ur. ? zm. ? OO 1207 lub 1208        | 1 NN ur. ? zm. ? OO 1207 lub 1208        | Leszek Biały (ur. zap. 1184 lub 1185 zm. 24 XI 1227) | Leszek Biały (ur. zap. 1184 lub 1185 zm. 24 XI 1227) | 2 Grzymisława ur. zap. 8 IX 1189 zm. zap. 8 XI 1258 OO zap. 1210 lub 1211 | 2 Grzymisława ur. zap. 8 IX 1189 zm. zap. 8 XI 1258 OO zap. 1210 lub 1211 |  |  |
|                                                    |                                                    |                                          |                                          |                                                      |                                                      |                                                                           |                                                                           |  |  |
|                                                    |                                                    |                                          |                                          |                                                      |                                                      |                                                                           |                                                                           |  |  |
|                                                    | 2                                                  |                                          | 2                                        |                                                      |                                                      |                                                                           |                                                                           |  |  |
| Bolesław V Wstydliwy ur. 21 VI 1226 zm. 7 XII 1279 | Bolesław V Wstydliwy ur. 21 VI 1226 zm. 7 XII 1279 | Salomea ur. 1211 lub 1212 zm. 17 XI 1268 | Salomea ur. 1211 lub 1212 zm. 17 XI 1268 |                                                      |                                                      |                                                                           |                                                                           |  |  |

## Leszek Biały w literaturze pięknej
Leszka Białego w literaturze pięknej uwiecznił Józef Ignacy Kraszewski w powieści Waligóra (1880).